# (15540) 2000 CF18
2000 سي أف 18 (ويعرف أيضًا باسم (15540) 2000 سي أف 18 وفق تسمية الكوكب الصغير) (بالإنجليزية: 2000 CF18)‏ هو كويكب ضمن حزام الكويكبات؛ وترتيبه 15540 من حيث الاكتشاف.
اكتُشف هذا الجُرم الفلكي بواسطة بحث لنكولن عن الكويكبات القريبة من الأرض في 2 فبراير 2000.

## وصلات خارجية
- (15540) 2000 CF18 في قاعدة بيانات مختبر الدفع النفاث لأجرام النظام الشمسي الصغيرة

- الاكتشاف · مخطط المدار ·  العناصر المدارية · المعلمات المادية

- (15540) 2000 CF18 على موقع ويكي سكاي: DSS2, SDSS, GALEX, IRAS, Hydrogen α, X-Ray, Astrophoto, Sky Map, Articles and images